# Alfred Buckwalter Garner

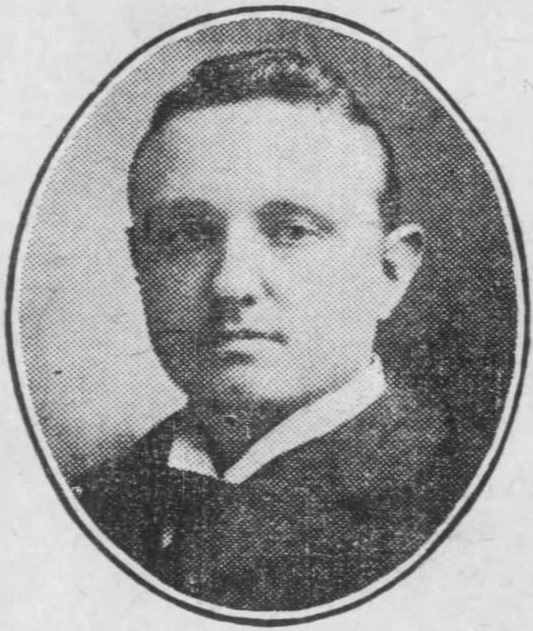
Alfred Buckwalter Garner

Alfred Buckwalter Garner (* 4. März 1873 in Ashland, Schuylkill County, Pennsylvania; † 30. Juli 1930 in Harrisburg, Pennsylvania) war ein US-amerikanischer Politiker. Von 1909 bis 1911 vertrat er den Bundesstaat Pennsylvania im US-Repräsentantenhaus.

## Werdegang
Alfred Garner besuchte die öffentlichen Schulen seiner Heimat. Nach einem anschließenden Jurastudium und seiner 1897 erfolgten Zulassung als Rechtsanwalt begann er in Ashland in diesem Beruf zu arbeiten. Gleichzeitig schlug er als Mitglied der Republikanischen Partei eine politische Laufbahn ein. Zwischen 1901 und 1907 war er Abgeordneter im Repräsentantenhaus von Pennsylvania. Bei den Kongresswahlen des Jahres 1908 wurde Garner im zwölften Wahlbezirk von Pennsylvania in das US-Repräsentantenhaus in Washington, D.C. gewählt, wo er am 4. März 1909 die Nachfolge des zwischenzeitlich zurückgetretenen Charles N. Brumm antrat. Bis zum 3. März 1911 konnte er eine Legislaturperiode im Kongress absolvieren.
Nach dem Ende seiner Zeit im US-Repräsentantenhaus praktizierte Garner zunächst wieder als Rechtsanwalt in Ashland. Seit Mai 1917 arbeitete er als Taxing Officerfür den Staatsrevisor des Staates Pennsylvania. Er starb am 30. Juli 1930 in Harrisburg.